# Züsedom
Züsedom è una frazione del comune di Rollwitz, nel Land del Meclemburgo-Pomerania Anteriore, in Germania.